# مجمع النبلاء
انظر أيضا: مجلس اللوردات

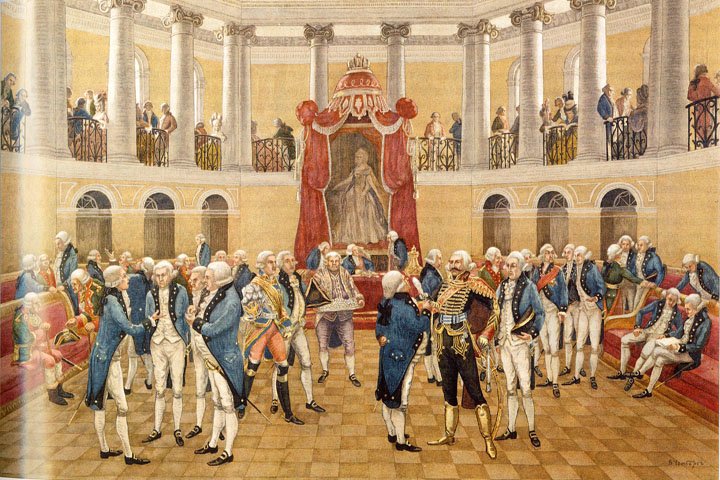

مجمع النبلاء ((بالروسية: дворянское собрание, благородное собрание)‏) هو مجلس مستقل المجالس الاجتماعية من طبقة النبالة الروسية في الإمبراطورية الروسية خلال 1766-1917. كانت مسؤوليته محددة في ميثاق طبقة النبلاء في 1785. جمعيات النبل كانت في غوبرنيه واويزد. في بعض الأحيان يترجم إلى جمعية طبقة النبلاء.
رئيس جمعية النبل كان يسمى مارشال غوبرنيه النبالة. هذه الجمعيات تخضع كل من دفوريونتسفو نفسه وشارك في إدارة الشؤون المحلية للمجتمع بأسره، مثل انتخاب الأشخاص في وظائف في الإدارة المحلية والشرطة. بعد إصلاح التحرر 1861، وإصلاحات لاحقة أصبح الغرض منه في الغالب شؤون النبلاء.
هذه المؤسسة لم تعد موجودة في روسيا بعد ثورة أكتوبر.
بعد انهيار الاتحاد السوفياتي، في عام 1990 أسس نسل النبلاء الروس الجمعية الروسية لطبقة النبلاء، كمنظمة حكومية غير سياسية.

## النادي
جمعيات النبلاء عادة ما كانت في نادي كما دعي أيضا «جمعية النبالة»، بالعامية يشار إليه باسم «الجمعية» (собрание) بين أقرانه. أشهرها هو جمعية موسكو لطبقة النبلاء، والتي تعرف الآن باسم بيت الاتحادات.